# Леловани (Тианетский муниципалитет)
Леловани (груз. ლელოვანი) — село в Грузии, на территории Тианетского муниципалитета края (мхаре) Мцхета-Мтианети.

## География
Село находится в центральной части Грузии, на левом берегу реки Иори, на расстоянии приблизительно 1 километра (по прямой) к юго-востоку от посёлка городского типа Тианети, административного центра муниципалитета. Абсолютная высота — 1085 метров над уровнем моря.

## Население
По результатам официальной переписи населения 2014 года в Леловани проживало 57 человек (28 мужчин и 29 женщин). В национальной структуре населения грузины составляли 100 %.
| Год  | Население, человек |
| ---- | ------------------ |
| 2002 | 120                |
| 2014 | ↘ 57               |